# Elías Gurevich

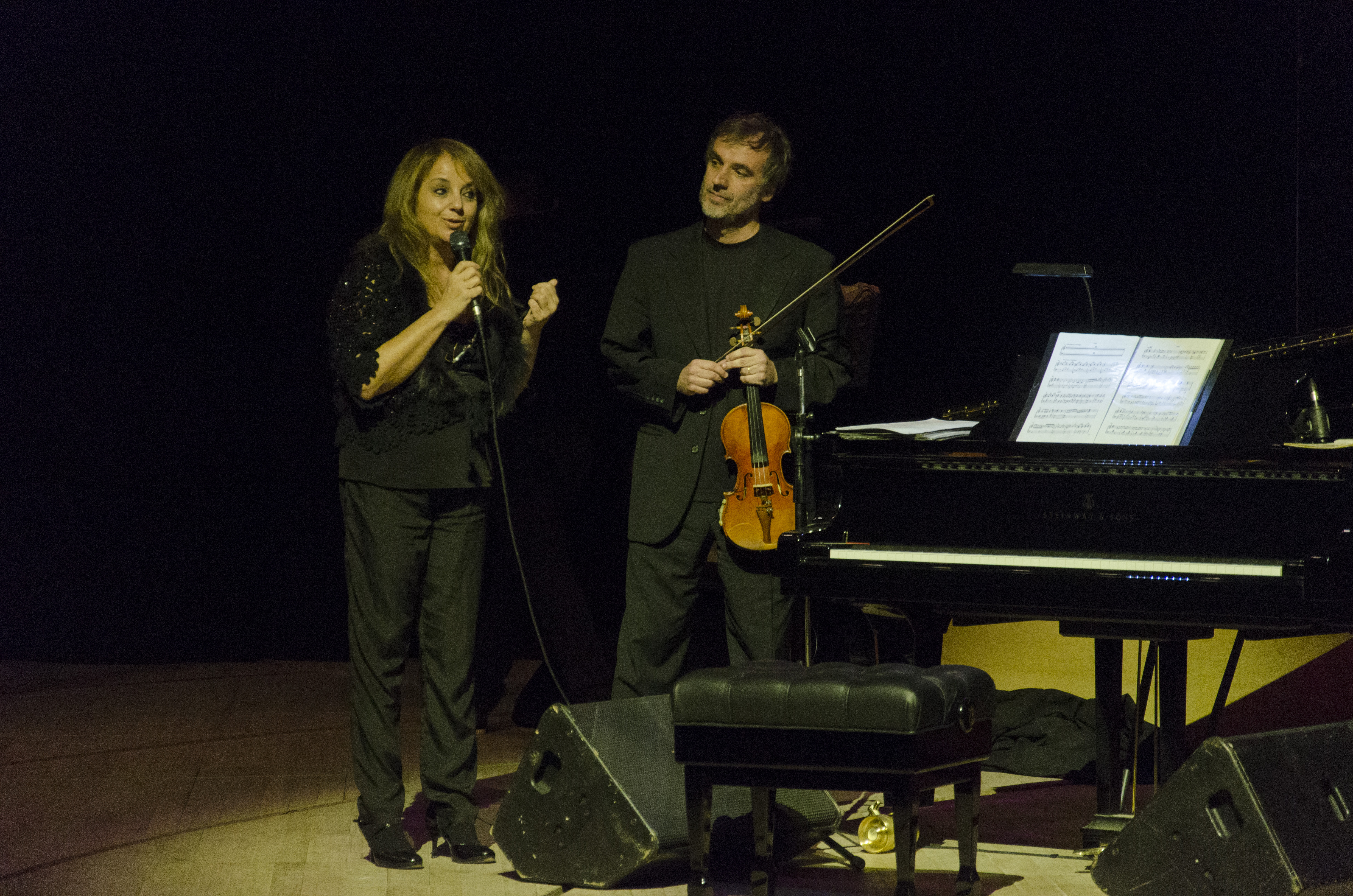
Haydee Schvartz und Elías Gurevich, von links (2015)

Elías Gurevich (* in Montevideo) ist ein uruguayischer Geiger.
Der aus einer Musikerfamilie stammende Gurevich kam 1982 nach Israel, wo er in verschiedenen Orchestern spielte und wurde in Uruguay Mitglied des Orquesta Sinfónica del SODRE. Seit 1983 ist er Erster Geiger des Orquesta Filarmónica del Teatro Colón in Buenos Aires. 1985 wurde er Erster Geiger der Camerata Bariloche, mit der er unter anderem in der New Yorker Carnegie Hall, im Kennedy Center in Washington, im Tschaikowskisaal in Moskau im Münchener Herkulessaal und im Wiener Musikverein auftrat.
1996 gründete er das Trío Argentino, das den Preis als beste Kammermusikvereinigung des argentinischen Musikkritikerverbandes, den Preis als beste ausländische Kammermusikvereinigung des chilenischen Musikkritikerverbandes und 2003 den Premio Gardel für das beste Klassikalbum erhielt. 1997 wurde er Mitglied des Quintetts des Centro de Estudios Avanzados de Música Contemporánea (CEAMC). Auf Einladung der Symphonicum Europae Foundation nahm er 1999 am Konzert zur Jahrtausendwende im New Yorker Lincoln Center teil.
Gurevich nahm CDs mit dem Orquesta Filarmónica del Teatro Colón, der Camerata Bariloche, der Sinfonietta Omega und dem Trío Argentino auf. Ein Album mit Carlos Franzetti wurde 2002 mit einem Grammy ausgezeichnet. 2003 veröffentlichte er ein Album mit im Teatro Colón entstandenen Aufnahmen von Klaviertrios Gabriel Faurés und Franz Schuberts, das für den Premio Gardel und 2004 für den Grammy als bestes Klassikalbum nominiert wurde.